# Bartolus de Saxoferrato

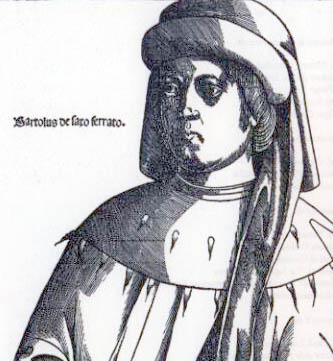
Bartolus de Saxoferrato

Bartolus de Saxoferrato, wł. Bartolo da Sassoferrato (ur. 1313, zm. 13 lipca 1357) – włoski profesor prawa, jeden z najwybitniejszych jurystów czasów średniowiecza. Należał do szkoły komentatorów (postglosatorów). Zdobył wielkie uznanie wśród kolejnych generacji cywilistów, co wyraża powiedzenie nemo bonus íurista nisi bartolista – nie jest dobrym jurystą, kto nie naśladuje Bartolusa.

## Życiorys
Bartolus urodził się w wiosce Venatura koło Sassoferrato we włoskim regionie Marche. Jego ojcem był Fraciscus Severi, matka zaś pochodziła z rodziny Alfani. Pobierał nauki prawa cywilnego na uniwersytecie w Perugii jako uczeń Cinusa i w Bolonii jako uczeń Oldradusa i Belvisa. Tytuł doktora prawa uzyskał w roku 1334.
W 1339 zaczął nauczać prawa, najpierw w Pizie, następnie w Perugii. Za jego zasługą poziom wydziału prawa w Perugii dorównał temu w Bolonii, za co też został przez miasto obwołany honorowym obywatelem. W 1355 roku cesarz Karol IV powołał go na swego najwyższego doradcę. W Perugii jego uczniami zostali m.in. Baldus de Ubaldis i jego bracia Angelus i Petrus.
Zmarł przedwcześnie, w wieku 43 lat, w Perugii.

## Twórczość

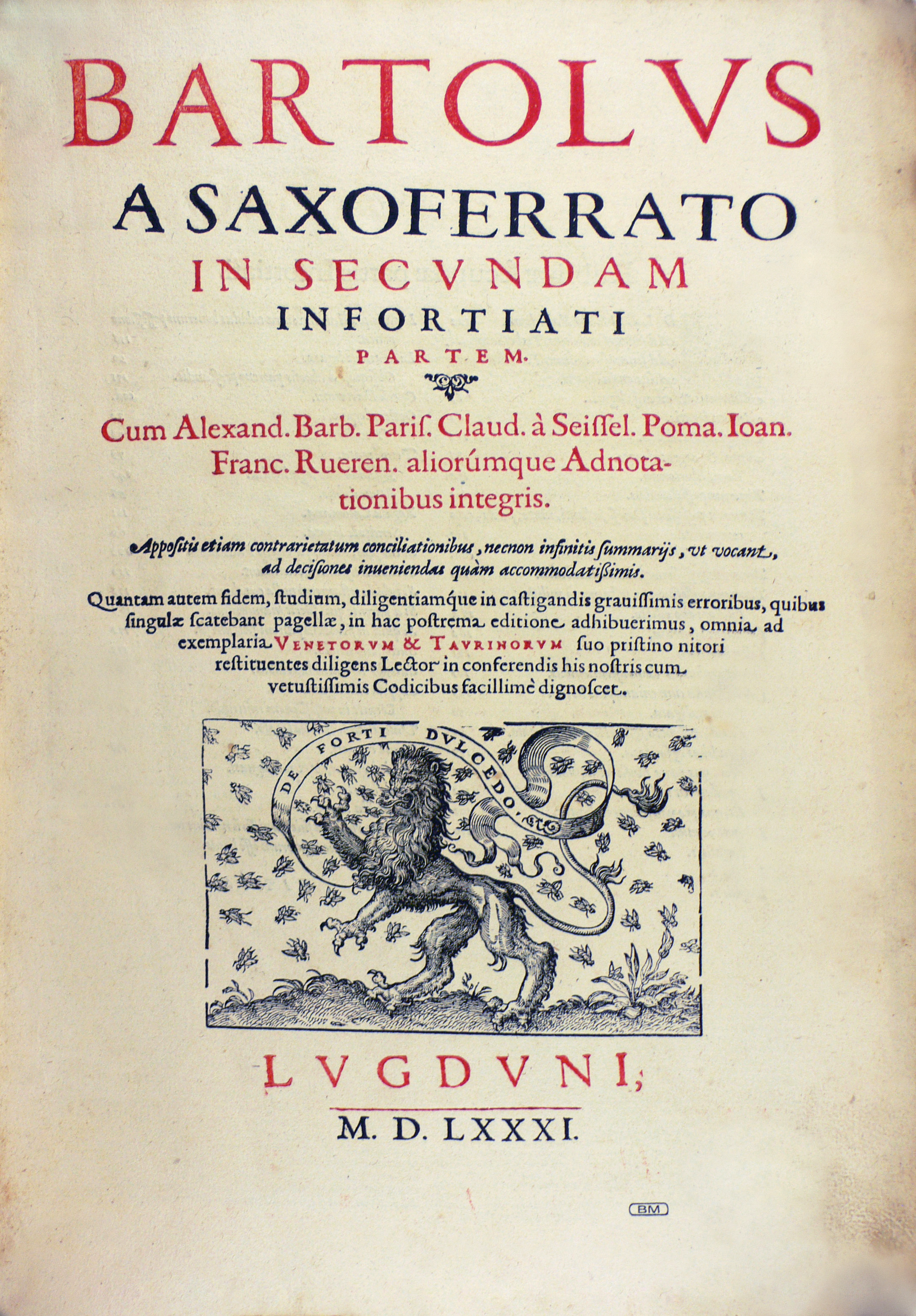
Opera omnia, 1581 (Milano, Fondazione Mansutti).

Pomimo krótkiego życia, Bartolus pozostawił po sobie bogatą spuściznę. Jest twórcą komentarza do wszystkich części Corpus Iuris Civilis (poza Instytucjami Justyniana). Stworzył również wiele traktatów na różne tematy, w tym słynny traktat o prawie rzecznym (De fluminibus seu Tyberiadis). W traktacie De insigniis et armis udowadniał prawo wolnych ludzi różnych stanów do posiadania herbu. Był autorem niemal 400 opinii prawnych (consilia), napisanych na prośbę sądów i osób prywatnych szukających porady.
Bartolus stworzył wiele nowatorskich koncepcji, będących do dziś częścią tradycji prawa cywilnego, m.in. negatywną definicję prawa własności.